# Central Geotérmica do Pico Vermelho

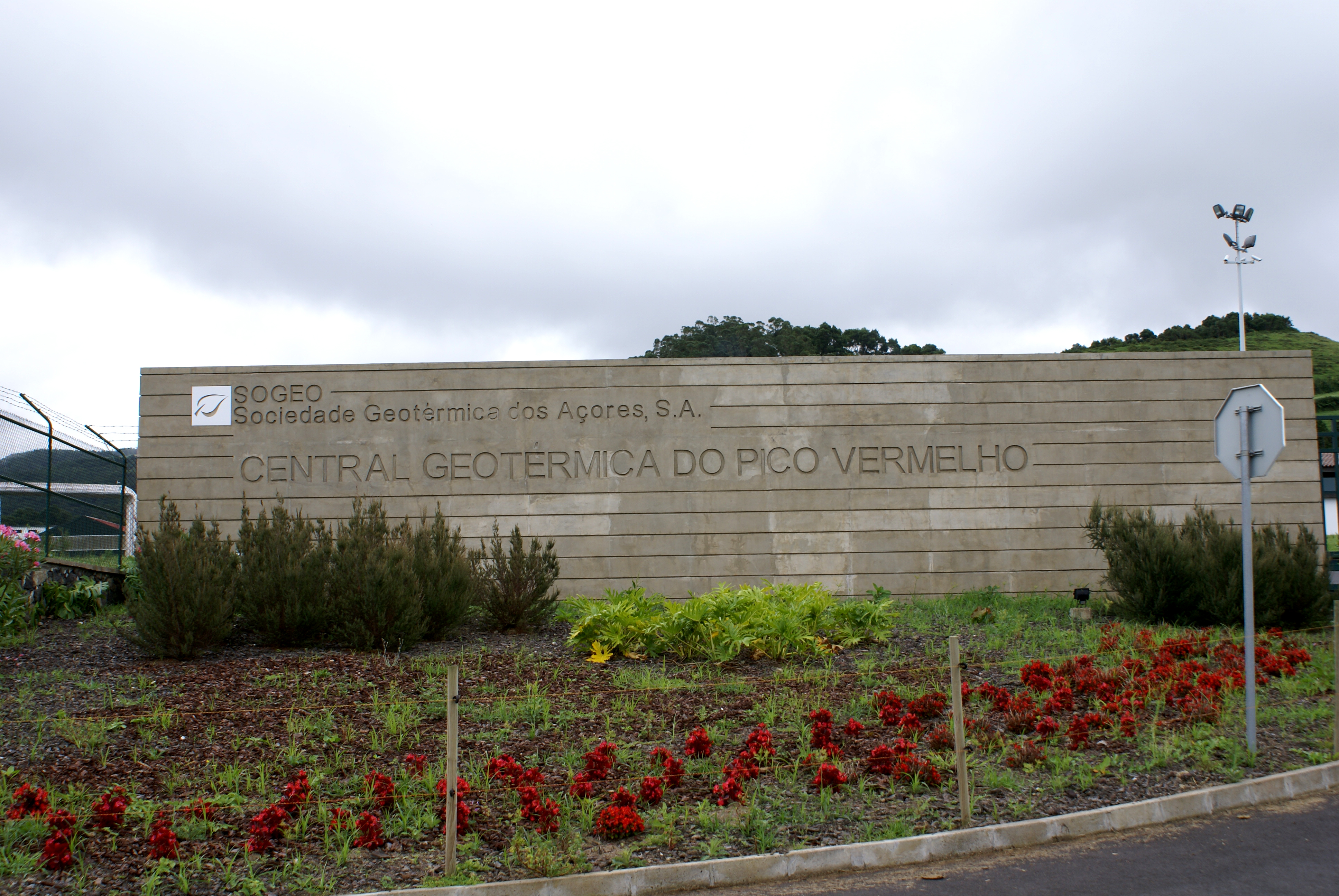
Central Geotérmica do Pico Vermelho.

A Central Geotérmica do Pico Vermelho, localiza-se junto ao Pico Vermelho, concelho da Ribeira Grande, ilha de São Miguel, arquipélago dos Açores.
Esta central geotérmica tem uma potência líquida de 10 MW e uma produção anual de 80 GWh com um factor de recarga de 92%, demorou cerca de 60 meses a ser construída e atingiu um montante global de investimento de cerca de 34,4 milhões de euros, co-financiados pelo Programa Operacional de Desenvolvimento Económico e Social dos Açores (PRODESA) em cerca de 28%.
Apresenta-se com uma Sistema single flash dotado de turbina de contra-pressão e com uma capacidade de produção de 1 x 3 MW capaz de apresentar um caudal de vapor que se eleva a cerca de 56 toneladas hora e uma pressão de admissão de 6 bar.
Esta central que ainda não se encontra em plenas capacidades de exploração é alimentada apenas por PV1 com a potência instalada de actual de 0,8 MW e um Caudal de vapor de 20 toneladas hora, apresentando uma pressão de admissão: 5 bar.
Com a entrada em funcionamento desta central, a contribuição de origem geotérmica para o sistema electroprodutor da ilha de São Miguel em 2007 foi da ordem dos 37%.
O projecto da central foi executado pela empresa multinacional israelita Ormat.